# Polo Montañez
Polo Montañez, pseudonimo di Fernando Borrego Linares (Pinar del Río, 5 giugno 1955 – L'Avana, 26 novembre 2002), è stato un cantante cubano.

## Discografia
- Guajiro Natural (2000)
- Guitarra Mía (2002)
- Memoria (2004)